# Anseÿs de Gascogne
Anseÿs de Gascogne (anciennement Anseÿs de Metz) est une chanson de geste du XIIIe siècle, qui fait partie du Cycle des Lorrains. Il s'agit d'une des trois continuations concurrentes au cycle central Garin-Girbert (avec La Vengeance Fromondin et Yonnet de Metz). Elle reprend l'intrigue après la mort de Fromondin, le dernier grand seigneur Bordelais et raconte la vengeance orchestrée par Ludie, sœur de Fromondin, qui fait assassiner le Lorrain Girbert. S'ensuivent deux séries de combats meurtriers, tout d'abord à Bordeaux, puis en Santerre, opposant les Lorrains aux Bordelais associés aux Flamands. Ce sont ces derniers qui ressortent grands vainqueurs de la chanson, témoignant d'une manipulation de l'histoire de la Geste des Loherains au profit du parti Flamand. 
Longue de plus de 24 000 vers, ce texte est le plus long de la Geste des Loherains. Présent dans quatre manuscrits et au moins deux fragments, la chanson montre l'attrait que pouvait exercer un texte long et complexe mais idéologiquement engagé au Moyen Âge. 

## Résumé

### Batailles autour de Bordeaux
La chanson s'ouvre sur la vengeance de la mort de Fromondin organisée par Ludie qui fait assassiner Girbert. Hernaut, mari de Ludie mais cousin de Girbert, décide de venger ce dernier en prenant d'assaut Gironville. Il capture les meurtriers, ses propres fils, et les fait pendre malgré les supplications de Ludie. En réponse, cette dernière fait pendre Doon, un proche d'Hernaut. Les deux camps réorganisent alors leurs forces, chacun en appelant à ses lointains alliés (les Bordelais s'alliant notamment au parti des Flamands). De nouvelles batailles ont lieu entre Bordeaux et Gironville. Les Lorrains recourent à un magicien, mais celui-ci renonce à la guerre lorsque son propre clerc, Jore, intervient en faveur des Bordelais, aidé d'une pierre miraculeuse. Arrivent les armées des Flamands Bauche et Béranger, soutien des Bordelais : une grande bataille, meurtrière, s'engage à Bordeaux, qui voient la défaite des Lorrains. Les pertes sont lourdes cependant des deux côtés et la victoire bordelaise a un goût amer. 

### Bataille de Santerre
Le roi Pépin est appelé au renfort des Lorrains. Malgré des pourparlers de paix, une nouvelle bataille est inévitable. Celle-ci se tiendra à Roye-en-Santerre et opposera 300 000 hommes de Pépin à 500 000 Bordelais et Flamands. Dieu manifeste sa colère face à cette guerre et provoque un tremblement de terre meurtrier qui tuera la femme de Pépin, Blanchefleur, la grande alliée des Lorrains. La bataille se tient, meurtrière et longtemps indécise, avant l'arrivée d'une armée de femmes guidée par Ludie. Cette dernière est cependant tuée par Hernaut (qui ignore à ce moment-là son identité), qui est lui-même tué par Bauche. C'est la défaite pour Pépin et ses hommes ; une paix est bientôt conclue, refusée par le seul Anseÿs, le fils de Girbert. 

### Vengeance d'Anseÿs
Onze années passent. Anseÿs fait tuer Bauche, pourtant devenu ermite. C'est la reprise des hostilités : les Bordelais et les Flamands rassemblent leurs hommes dans le Bordelais, sous le commandement de Bérenger. Une bataille se tient à Aix en Gascogne, où s'est réfugié Anseÿs. La ville est bientôt prise, ainsi que d'autres. Le Lorrain se réfugie alors à Floriville où se déroule la dernière grande bataille de l’œuvre et durant laquelle il trouvera la mort. Bérenger fait alors organiser un mariage entre la veuve de Girbert et Fouqueré, un Flamand, qui devient roi à Bordeaux.  

## Adaptations
Le texte d'Anseÿs a été mis en prose par David Aubert dans son Histoire de Charles Martel.

## A propos de l'œuvre
- Longue de près de 25000 vers, avec plus de 1200 noms de personnages et de lieux, cette chanson de geste, qui en respecte les principales caractéristiques d'écriture, peut être qualifié de "poème de la démesure"[2].
- Les nombreuses références de l’œuvre (intertextualité épique ou biblique) et le gout prononcé pour le merveilleux (épisode des magiciens) laissent envisager un auteur lettré et curieux[2].
- Idéologiquement, le texte renverse les anciennes données de la Geste de Loherains en faisant des Bordelais, et surtout de leurs alliés Flamands, les véritables héros de l’œuvre, le texte se concluant par la disparition de tous les grands Lorrains. Il s'agit pour l'auteur du texte de prendre parti contre le roi de France et pour le parti des Flamands, réactualisant les enjeux du texte[3].
- Lorsque David Aubert entreprend de dérimer la Geste des Loherains dans son Histoire de Charles Martel, c'est cette continuation qu'il choisit à Girbert, au détriment de La Vengeance Fromondin ou Yonnet. Ce choix peut se comprendre dans le cadre de la cour de Bourgogne, avec cet éloge épique des adversaires du roi de France.

### éditions modernes
- Anseÿs de Mes, according to Ms. N, par H. J. Green, Paris, Les Presses Modernes, 1939.
- Anseÿs de Gascogne, par Jean-Charles Herbin et Annie Triaud, Paris, Champion (CFMA), 2018, 3 t.

### édition partielle
- Anseÿs de Gascogne. Édition critique et étude de la seconde partie de la mise en prose copiée par David Aubert (à partir du f° 320 r°), d’après le manuscrit 9 (Bruxelles, KBR), thèse de doctorat par Justine Dockx, Université de Valenciennes et du Hainaut-Cambrésis, 2017 [disponible en ligne].

### présentation et études
- Jean-Charles Herbin, « L'histoire otage des chansons de geste ou l'inverse? Le cas d'Anseÿs de Gascogne et de la Vengeance Fromondin », Le Nord de la France entre épopée et chronique. Actes du colloque international de la Société Rencesvals, section française, Arras, 17-19 octobre 2002, Arras, Artois Presses Université, 2005, p. 239-265.

- Valérie Naudet, « Une compilation de David Aubert, Les histoires de Charles Martel », Les manuscrits de David Aubert "escripvain" bourguignon, éd. Danielle Quéruel, Paris, Presses universitaires de Paris-Sorbonne, 1999, p. 69-79.
- Jean-Pierre Martin, « Geste des Lorrains », Dictionnaire des lettres françaises: le Moyen Âge, Paris, Fayard, 1992, p. 525-529.
- Annie Triaud, « Anseÿs de Gascogne en images: Vatican Urbino latino 375 », Uns clers ait dit que chanson en ferait. Mélanges de langue, d'histoire et de littérature offerts à Jean-Charles Herbin, Valenciennes, Presses universitaires de Valenciennes, 2019, p. 763-776.